# Zeynab Jalalian
Zeynab Jalalian är en iransk kurd född 1982 i Maku. Hon är enligt olika människorättsorganisationer en politisk fånge sedan 2007. Brottsrubriceringen är fiendskap mot Gud (mohareb eller moharebeh).
Jalalian lär ha arresterats i juli 2007 i den kurdiska staden Kermanshah och därefter överförts till häkte.
Den revolutionära domstolen i Kermanshah genomförde en summarisk rättegång utan juridiskt ombud för försvaret. Hon dömdes till döden med brottsrubriceringen "fiendskap mot Gud" för påstått medlemskap i den kurdiska politiska organisationen PJAK. Jalalian har själv uppgett att hon utsattes för tortyr, och tidigare medfångar har rapporterat att hon utsatts för omfattande tortyr.
År 2010 överfördes hon troligtvis till Evin-fängelset. I en intervju för International Campaign for Human Rights in Iran, som publicerades den 1 juli 2010, berättade den iranske advokaten Khali Bahramian att han hade blivit nekad att besöka Jalalian i fängelset. Under åren 2009 och 2010 fortsatte kampanjerna mot hennes befarade avrättning, vilket bl.a. publicerades på YouTube.
I slutet av 2011 omvandlades hennes dödsdom till livstids fängelse. Jalalians hälsa har, som följd av tidigare tortyr, successivt försämrats med bland annat blindhet som följd. Hon har hittills nekats medicinsk permission.
Jalalians straff reducerades under 2015 till 15 år.